# Либідь (річка)
Ли́бідь — річка, права притока Дніпра на території Києва. Довжина — 17,1 км. Площа басейну — 67,8 км².

## Походження назви
Існує думка, що річка Либідь отримала назву від імені сестри легендарних засновників Києва — Кия, Щека і Хорива. Річка Либідь згадується в літописах під 968 роком, коли літописець зазначає, що «не бяше лзѣ коня напоити на Лыбеди».
Російський історик Карамзін на початку XIX століття писав: 
| «Може бути, що Кий і його брати насправді ніколи не існували, і що народна вигадка перекинула назви місцевостей невідомого походження на імена людей. Ім'я Києва, назви гір Щекавиці — нині Скавиці, вже забутої Хоривиці і річки Либеді, що неподалік нової Київської фортеці впадає в Дніпро, могли стати приводом створення байки про трьох братів та їхню сестру: чому знаходимо багато прикладів у грецьких та північних повістярів, котрі із географічних назв складали цілі Історії та Біографії» |
Таким чином, виникнення легенд і переказів про географічні об'єкти цілком можливі.

## Гідрографія басейну річки

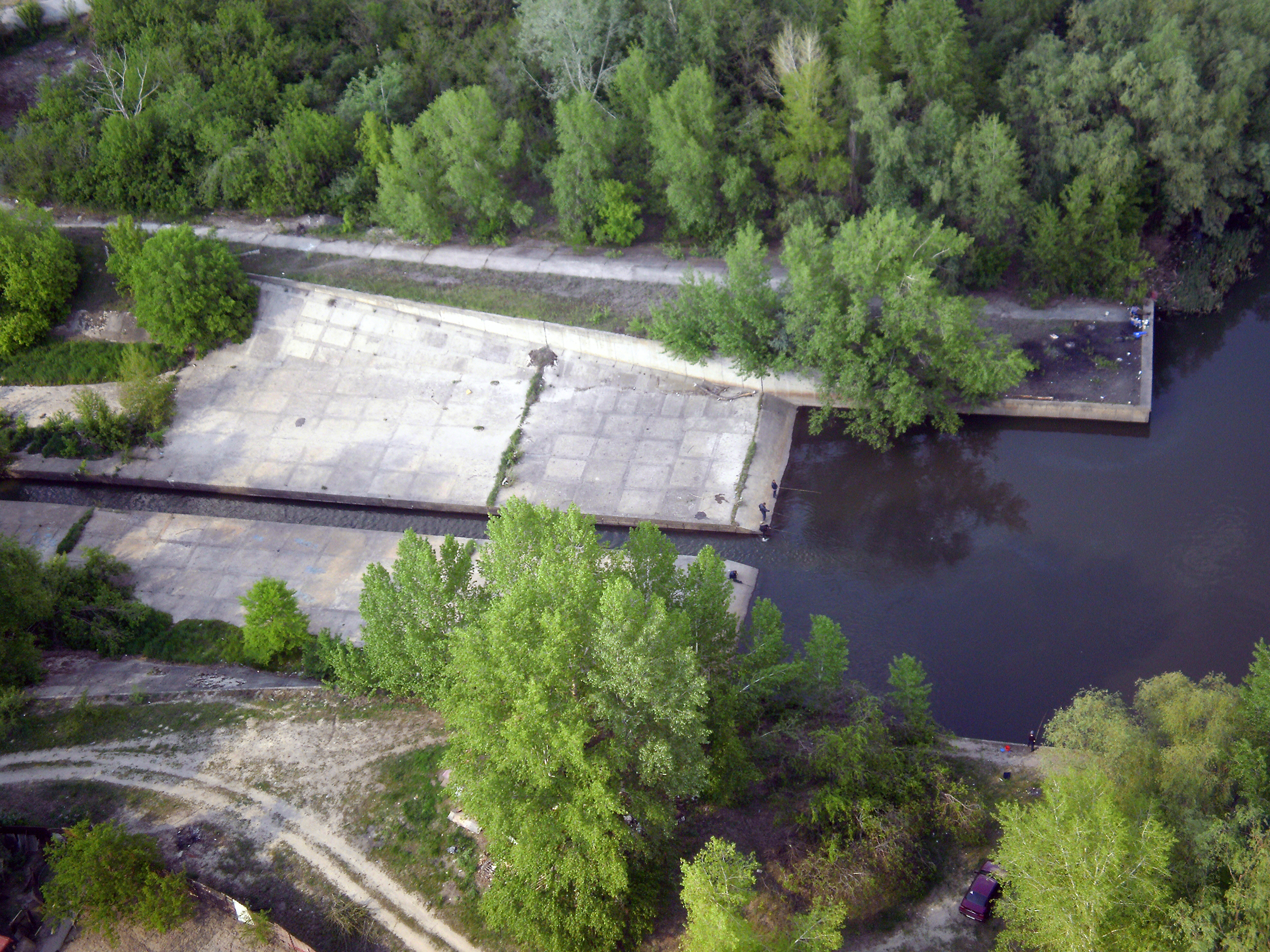
Гирло Либеді при впадінні у Дніпро

Старовинні карти, розташування колекторів дощової каналізації, аналіз рельєфу місцевості дає підстави вважати, що Либідь бере початок в районі перетину вулиць Світлодарської та Волноваської (координати цього місця — 50°26′47″ пн. ш. 30°24′38″ сх. д. / 50.44639° пн. ш. 30.41056° сх. д.). Тут річка приймає притоку з вулиці Віталія Скакуна. На перших кілометрах своєї довжини Либідь протікає в підземному колекторі: спочатку під бульваром Вацлава Гавела, далі під проспектом Любомира Гузара, вулицями Миколи Голего та Нижньоключовою. На цій підземній ділянці приймає кілька приток. Одна з них має назву «Відрадний». Ця річка бере початок у парку «Відрадний», в якому створено видовжений ставок. Поряд з ним встановлено кам'яну брилу, на якій висічено, що тут бере початок один із витоків Либеді. Біля Залізничної вулиці поблизу колишньої фабрики «Лагода» Либідь уперше з'являється на поверхні.
Далі Либідь тече переважно у бетонному руслі. За кілька метрів від місця появи Либеді на денній поверхні у неї впадає річка Вершинка. Цю річку показано і підписано ще на карті (плані) полковника Ушакова 1695 р. Зрідку Вершинку помилково називають Либіддю і навіть так підписують на картах. Нижче за течією Либідь приймає ще доволі багато приток: Шулявку, струмки Піщаний і Кадетська Гай. Під Повітрофлотським шляхопроводом Либідь ненадовго ховається під землю. Опинившись на денній поверхні, річка з лівого боку приймає одну з найбільших свої приток — Скоморох. Потім у Либідь почергово впадають струмки і річки: Афанасівський, Ботанічний (Паньківський), Мокра, Батиїв, Клов, Протасів Яр, Ямка, Совка і Горіхуватка (Оріхуватка). З цих річок лише Совка і Горіхуватка значну частину шляху протікають денною поверхнею.
Уздовж Саперно-Слобідської вулиці Либідь близько 2 км знову протікає у колекторі (цю ділянку Либеді було заховано під землю лише у 1980-х роках). На денну поверхню Либідь виходить неподалік Лисої гори. Тут збереглася єдина ділянка, де річка тече у природному руслі. Біля Столичного шосе русло знову стає бетонним.
Либідь впадає у Дніпро нижче Південного мосту, а точніше — біля ТЕЦ-5.
Основні притоки річки: Скоморох, Совка, Буслівка, Відрадний, Шулявка (Шулявиця), Кадетський Гай, Клов, Ямка, Протасів Яр.

## Гідрологія та якість води
Майже по всій довжині Либеді її русло спрямлено, закріплено бетоном, тобто, каналізовано. Бетонний короб каналу, споруджений для захисту від затоплення прилеглої території, має висоту стінок 2-3 метри, ширину — 4-10 м. По дну цього каналу прокладено вужчий жолоб глибиною 0,8 метра і шириною від 1,2 метра у верхів'ї до 3,5 метрів біля гирла річки. Ця вузька частина забезпечує проходження меженного стоку, певною мірою її можна вважати руслом. Дно широкого каналу виконує функції заплави, яка затоплюється при паводках.
Швидкість течії Либеді досить значна — від 0,5 м/с у межень, до 2 м/с і більше під час паводків. Під час паводків рівень води може підніматися більш як на 2 м.
Максимальна розрахункова витрата води Либеді є більшою за 100 м3/с, середня багаторічна становить близько 1,0 м3/с.
За хімічним складом вода гідрокарбонатно-кальцієвого складу з мінералізацією близько 583 мг/дм3 та твердістю води 6,6 мг-екв/дм3. Вода має високу мутність — 46,1 мг/дм3 та низьку санітарну якість..

## Використання та екологічний стан

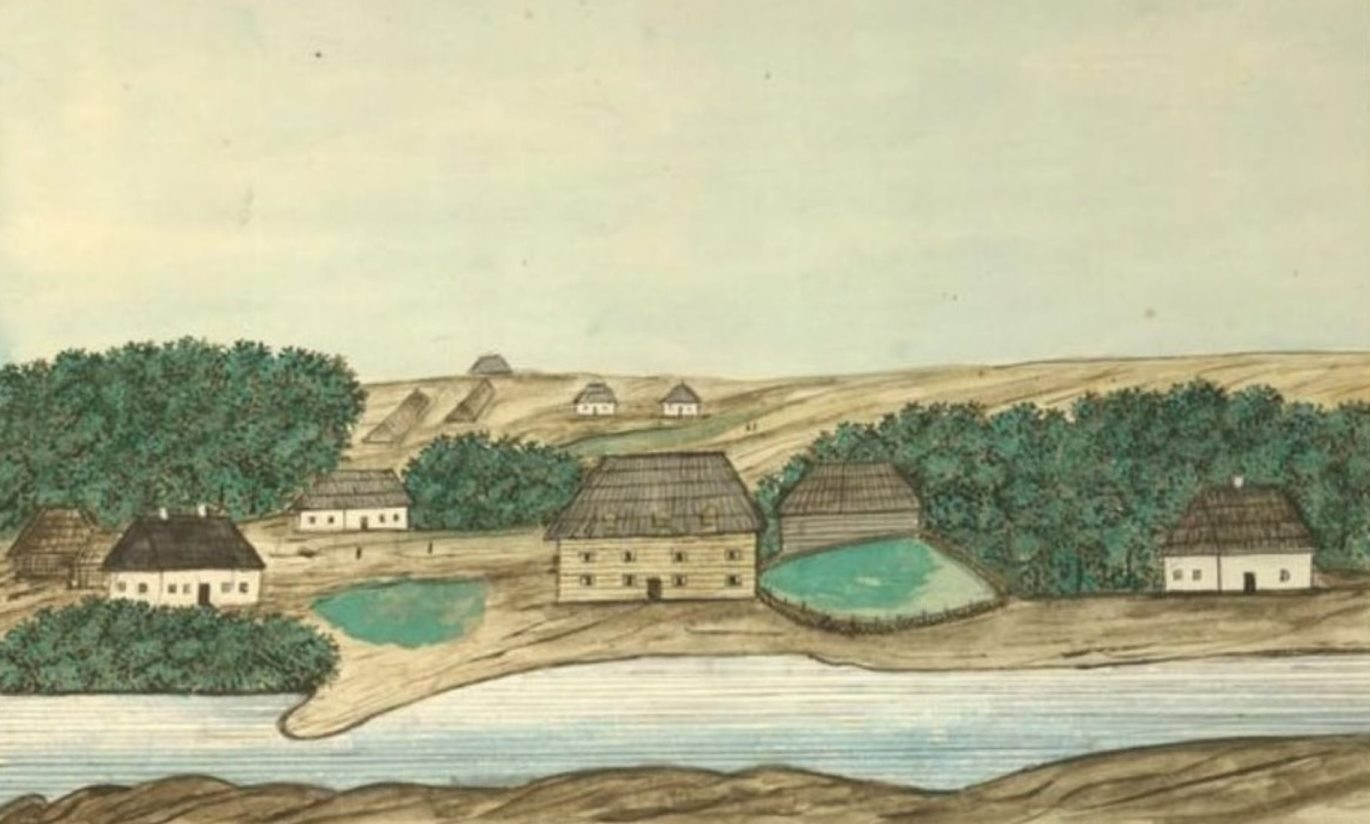
Село Нижня Либідь-Деміївка Хотівського товариства Київського повіту. Рисунок Д. П. Де ля Фліза, 1854 р.

Здавна Либідь використовували як джерело енергії: на ній стояли водяні млини.
Як відзначав краєзнавець Д. П. де ля Фліз у 1854 році — на Либеді в районі «деревни» Нижня Либідь-Деміївка є гребля.
Про якість води річки у середині XIX ст. можна судити з такого факту. У 1857 році було збудовано локальну систему водопостачання для Київського Володимирського кадетського корпусу (зараз будівля Міністерства оборони України на Повітрофлотському проспекті) із забором води із загати (ставка) на Либеді і подачею паровими насосами у баки на території кадетського корпусу.
- XIX ст., друга половина

Як відзначає професор Валентин Хільчевський (КНУ імені Тараса Шевченка), треба об'єктивно визнати, що антропогенний тиск на басейн Либеді (вплив на ландшафт, гідрологічний режим, хімічний склад та якість води) почався понад 100 років тому — з середини другої половини XIX ст..
З другої половини XIX століття, у зв'язку з невпинним розвитком міста, поверхня басейну Либеді, його географічні об'єкти почали зазнавати значних змін, а у воду річки стали попадати стічні води. Так, близько 1870 р. у заплаві Либеді було прокладено колії Києво-Балтської та Курсько-Київської залізниць.
В той же час, у басейні Либеді ще до кінця XIX століття знаходилися великі ставки — Шулявський, Паньківський, Печерський, Совки, Голосіївський. Шулявський (Кадетський) ставок проіснував до початку 1930-х років.
- XX ст., перша половина

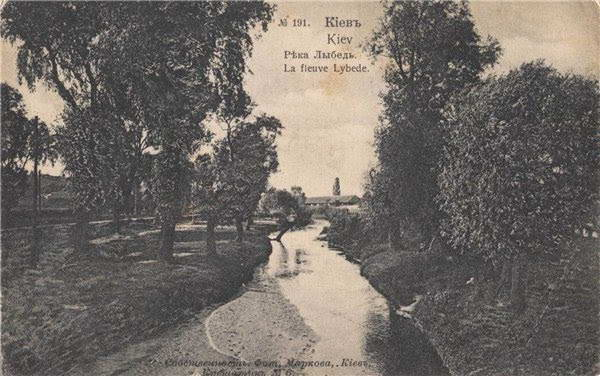
Либідь на початку XX ст.

Після спалаху епідемії холери у Києві у 1907 році через розташовані вище Києва у заплаві Дніпра очисні споруди — у 1909 році уводиться в експлуатацію каналізаційний колектор, прокладений у заплаві р. Либідь. Либідський колектор подавав стічні води частини міста на очисні споруди (відстійники), розташовані на правому березі річки під Лисою горою. Після очищення стічні води скидалися у Дніпро. Так тривало поки у 1918 році вибух на артилерійських складах на Лисій горі не зруйнував очисні споруди. Київ ще багато років скидав стічні води в Дніпро без очищення у пониззі Либеді.
У 1939 році збудовано Ново-Либідський каналізаційний колектор.
- XX ст., друга половина

Після введення в дію в 1965 році Бортницької станції аерації — з очищення стічних вод в районі впадіння Либеді у Дніпро по його дну було прокладено труби для перекачування стічних вод правобережжя Києва на лівий берег на Бортницьку станцію аерації.
Майже все русло Либеді закріплено бетонним коробом, а на окремих ділянках взято в закриті колектори (під Повітрофлотським шляхопроводом та вздовж Саперно-Слобідської вулиці). Ділянку вздовж Саперно-Слобідської вулиці «заховали» у колектор наприкінці 1980-х рр., коли прокладали прямий шлях на Південний міст через Дніпро, відкритий у 1990 році.
Через Либідь перекинуто низку шляхопроводів та пішохідних містків.
- XXI ст., перша половина
- Позитивним є той факт, що на єдиній ділянці річки, яку не каналізовано (в пониззі), рішенням Київської міської ради № 96/256 від 24.10.2002 р. було створено комплексну пам'ятку природи місцевого значення «Природне русло р. Либідь», площею 0,3 га.

У той же час, продовжується забруднення річки Либідь  — триває неконтрольоване скидання сміття, надходження стічних вод, що надзвичайно погіршує якість води в річці. Протягом останніх років, під час кожної весняної повені Київська міська державна адміністрація обіцяє провести комплекс робіт з очистки та розширення русла.
- Кияни 5 листопада 2015 року звернулися у Київраду з електронною петицією про визнання долини річки Либідь зоною екологічного лиха[7].

24 січня 2016 року, кияни Нечволод Дмитро, Мраморнов Максим та Артем Заварзін організували сплав на байдарці Либіддю, тим самим привертаючи увагу влади до потенціалу використання річки.
- Необхідно усвідомити, що до р. Либідь давно пора застосувати міжнародний досвід ревіталізації малих річок[6]. Термін «ревіталізація» перекладається, як «повернення до життя».

## Галерея

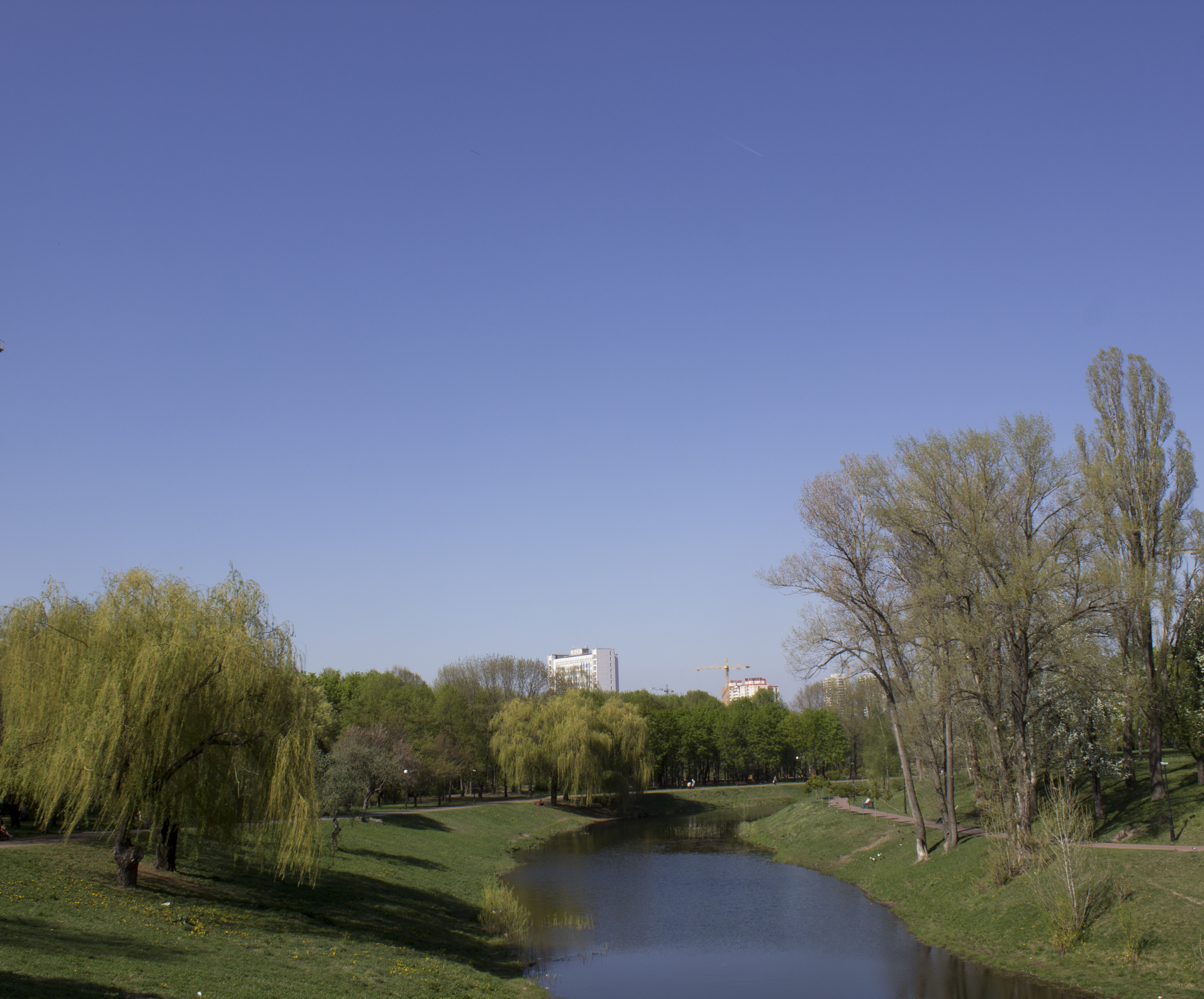
Один із витоків р. Либідь у парку «Відрадний»
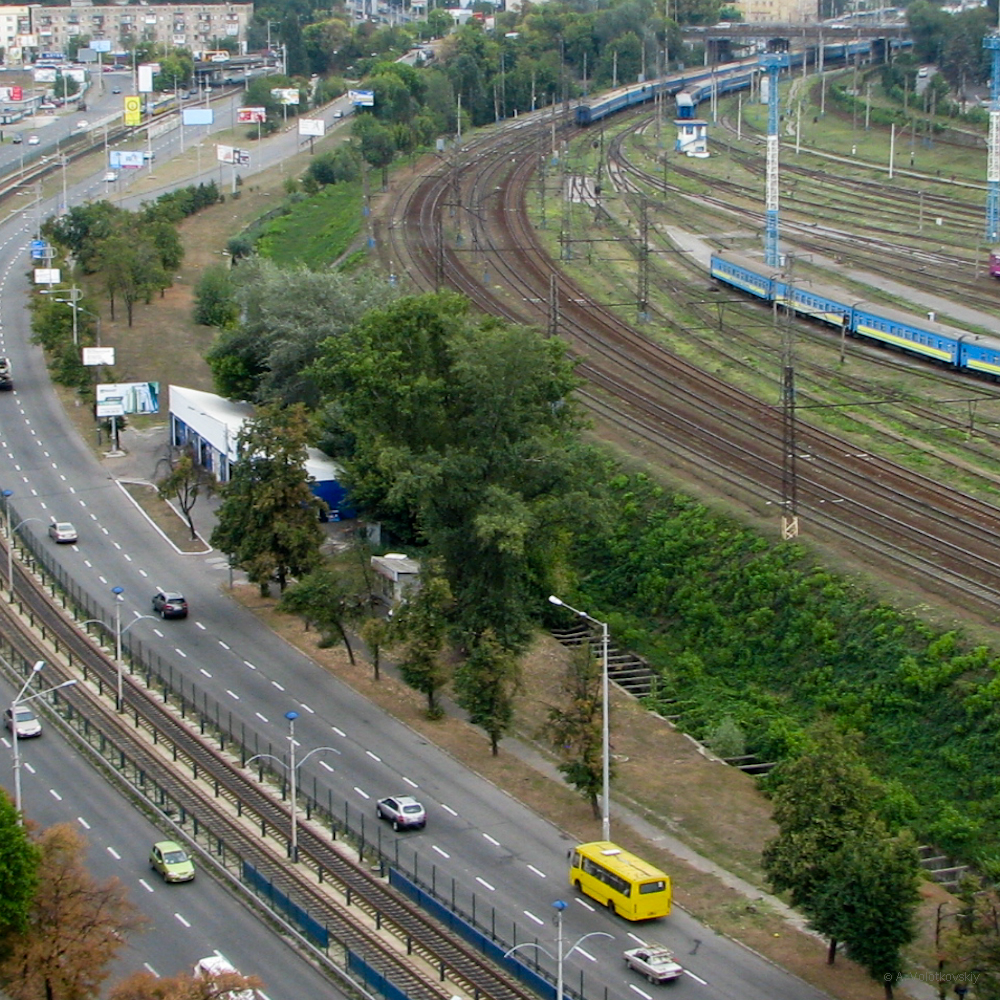
Либідь впадає у коллектор перед Повітрофлотським шляхопроводом
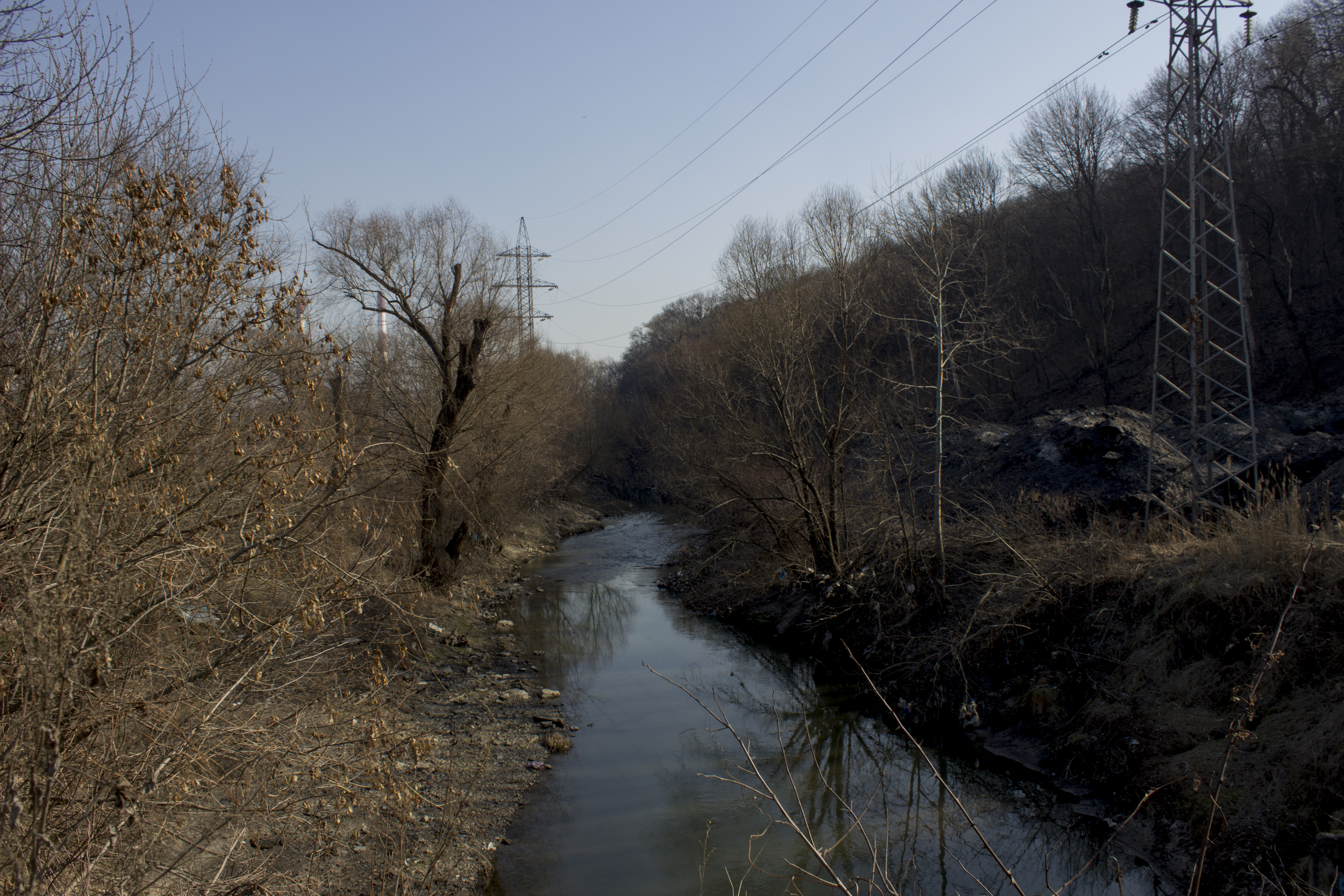
Природне русло р. Либідь, вул. Саперно-Слобідська (від колектора до Наддніпрянського шосе)
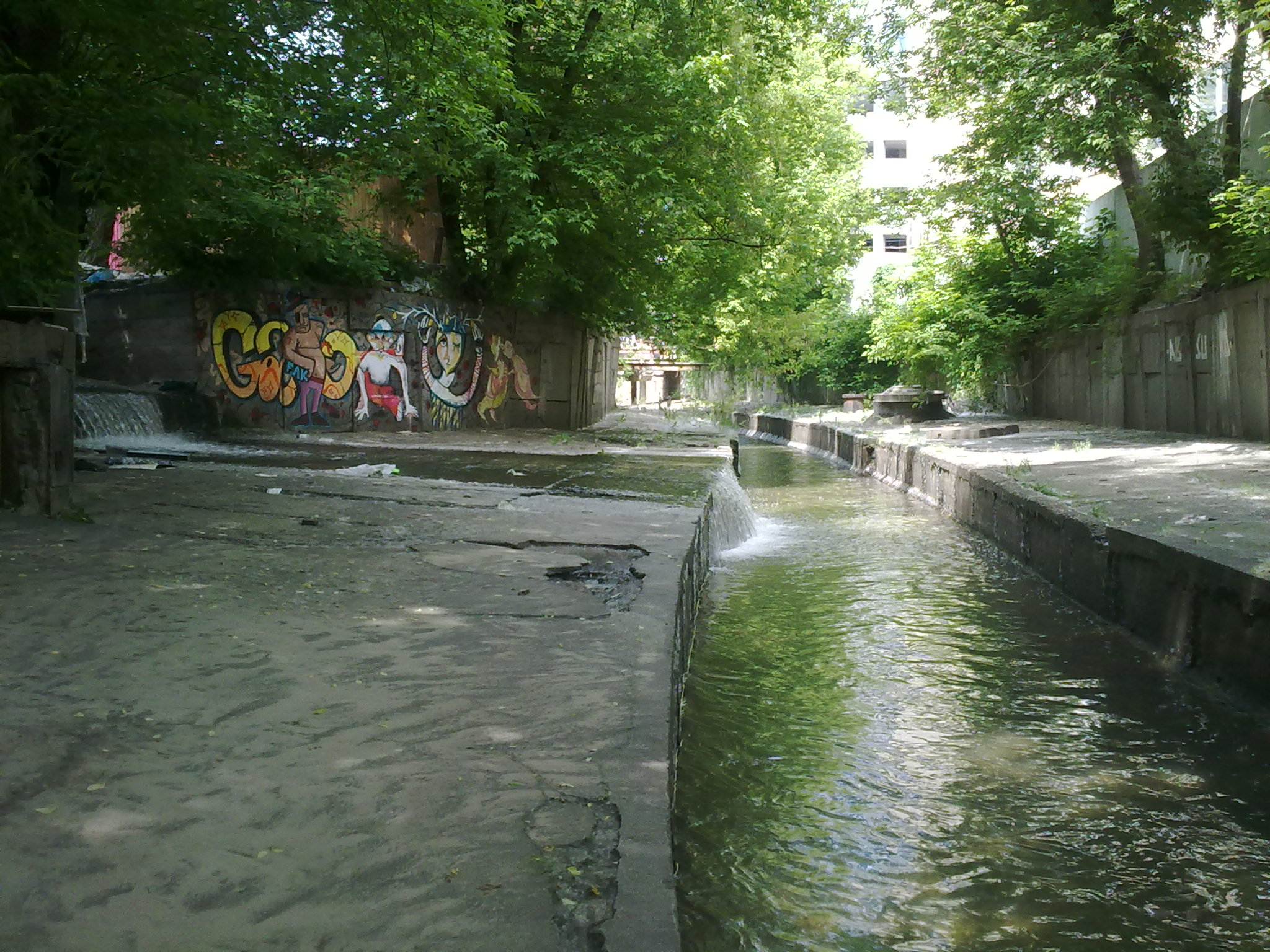
Впадіння р. Мокра до Либеді
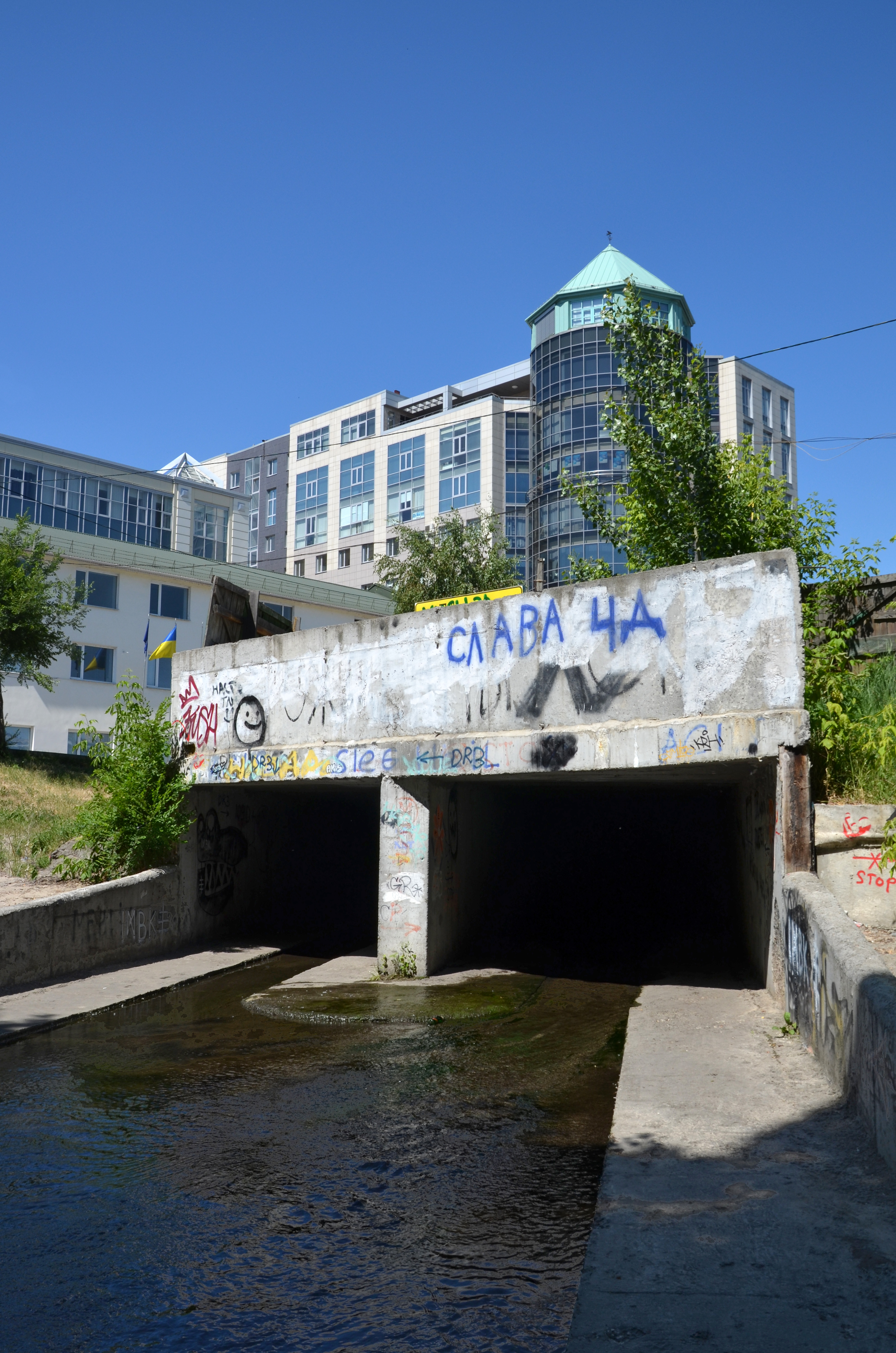
Впадіння р. Клов до Либеді